# Barfredshøj
Barfredshøj er en proprietærgård i Reerslev Sogn, Tune Herred, Københavns Amt. Hovedbygningen er opført 1848 ved G.F. Hetsch og fredet.
Gården drives i dag fra Gjeddesdal Gods, der ligesom Benzonsdal ligger i umiddelbar nærhed.